# Het gebroken zwaard
Het gebroken zwaard is het allereerste Rode Ridder stripverhaal, geschreven door Willy Vandersteen en getekend door hemzelf samen met medewerkers als Karel Verschuere, Eduard De Rop en zijn zoon Bob Vandersteen. De eerste albumuitgave was in 1959.

## Het verhaal
Als Johan door een woud doolt, vindt hij een gewonde man. Die blijkt in shock te zijn door een spookachtige verschijning van een gebroken zwaard. Johan brengt de man naar het nabijgelegen slot waar de burchtheer afwezig is en de burchtvrouw regeert. Alles lijkt vredig, buiten de legende van het gebroken zwaard dat zich ooit zal wreken op de burchtbewoners. Johan besluit de zaak te onderzoeken en ontdekt dat Reynhold, de rentmeester handig gebruikmaakt van deze legende om met wat trucjes de bewoners schrik aan te jagen en de macht te grijpen. Johan wordt gevangengenomen en belandt in een vergeetput. Hij slaagt er uiteindelijk in om met behulp van Broes de nar en de boeren Reynhold te doden en de burchtvrouw te bevrijden. Als ten slotte de burchtheer terugkomt, keert de rust volledig terug.

## Achtergronden bij het verhaal
- In album 224, Het behouden zwaard, keren de protagonisten en de setting van dit verhaal terug.
- Toen Vandersteen de kans kreeg om op reis te gaan met Maria Rosseels liet hij enkel een kleine samenvatting van het verhaal achter. Zijn medewerkers kregen zo de kans om dit eerste Rode Ridder verhaal samen te tekenen.[2]